# Большой Караколь (озеро)
Большой Караколь (каз. Үлкен Қаракөл) — озеро в Жамбылском районе Северо-Казахстанской области Казахстана. Находится в 10 км к северо-западу от села Май-Балык.
По данным топографической съёмки 1940-х годов, площадь поверхности озера составляет 1,73 км². Наибольшая длина озера — 2,3 км, наибольшая ширина — 1,2 км. Длина береговой линии составляет 6,3 км, развитие береговой линии — 1,34. Озеро расположено на высоте 150,7 м над уровнем моря.